# Label de qualité
Pour les articles homonymes, voir Label.
Vous pouvez aider à l'améliorer ou bien discuter des problèmes sur sa page de discussion.
- Il peut contenir un travail inédit ou des déclarations non vérifiées. Vous pouvez l’améliorer en ajoutant des références. (Marqué depuis juin 2023)

Vous pouvez aider à l'améliorer ou bien discuter des problèmes sur sa page de discussion.
- Il ne s’appuie pas, ou pas assez, sur des sources secondaires ou tertiaires. (Marqué depuis juin 2023)
- Sa forme n'est pas encyclopédique et ressemble trop à un catalogue de vente, une plaquette publicitaire ou une offre commerciale. Pour remédier à cela, vous pouvez modifier l'article en adoptant un ton neutre et encyclopédique, notamment grâce à des sources secondaires indépendantes et de qualité qui analysent le sujet. (Marqué depuis juin 2023)
- Il adopte un point de vue régional ou culturel particulier et nécessite une internationalisation. (Marqué depuis juin 2023)
- Il relève du guide pratique, ce qui n'est pas de nature encyclopédique. Vous pouvez reformuler les passages concernés, ou remplacer ce bandeau par {{pour Wikibooks}}, {{pour Wikiversité}}, ou {{pour Wikivoyage}}, afin de demander le transfert vers un projet frère plus approprié. (Marqué depuis juin 2023)
- Sa rédaction n'est pas équilibrée, et donne à certains aspects ou points de vue une importance disproportionnée. Considérez son contenu avec précaution. Pour lancer la procédure de résolution du problème, utilisez le paramètre neutralité. (Marqué depuis juin 2023)

- Archive Wikiwix
- Bing
- Cairn
- DuckDuckGo
- E. Universalis
- Gallica
- Google
- G. Books
- G. News
- G. Scholar
- Persée
- Qwant
- (zh) Baidu
- (ru) Yandex
- (wd) trouver des œuvres sur Wikidata

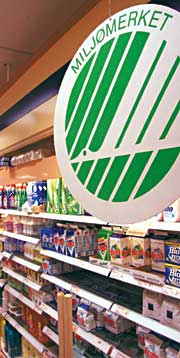
Le label Le Cygne blanc dans un supermarché.

Un label de qualité est un outil d'information destiné au public, qui valorise les caractéristiques et les qualités objectives d'un produit, d'un service, d'un environnement ou d'une procédure, que ce soit dans une relation BtoC (business to consumer) ou BtoB (business to business).
Pour être facilement identifiable, un label peut apparaître dans des listes largement diffusées ou se manifester par des signes distinctifs tels que des noms ou pictogrammes, ainsi que par des étiquettes. Ces éléments sont souvent protégés par les ministères en tant que marques commerciales pour prévenir leur usurpation, notamment à l'international.
Les labels et certifications sont généralement attribués par des organismes publics nationaux ou internationaux, ou par des entités accréditées, suivant une procédure réglementaire impartiale et visant l'intérêt général. Cependant, on observe également une prolifération de pseudo-labels ou pseudo-certifications, souvent auto-attribués par les fabricants ou distributeurs sans contrôle indépendant, dans le but de stimuler les ventes.
L'efficacité d'un label repose sur la pertinence des exigences définies dans son cahier des charges ainsi que sur l'indépendance et la rigueur de l'autorité chargée de vérifier le respect de ces critères.

## En Belgique
Comme en France, les labels sont développés pour distinguer les produits ou un réseau respectant des normes spécifiques, ou pour distinguer la qualité particulière d'un produit ou d'un service. Différents organismes reconnus, comme l'institut Monde Selection, évalue des produits alimentaires, cosmétiques et diététiques, pour indiquer le niveau de qualité aux consommateurs. Leurs activités, bien qu'internationales, sont contrôlées par le SPF Économie.

## En France

### Labels officiels
En France, le mot label est réservé aux mentions officielles. 
Les labels, désignations, classements, appellations contrôlées, distinctions officielles sont des normes développées en France par les différents ministères concernés pour promouvoir un niveau de qualité des produits, des services, des sites, et pour promouvoir des caractéristiques techniques, artistiques, environnementales, ou autres.
Ces distinctions officielles informent le public qu'un produit, un service ou un environnement répond à un certain nombre de critères définis par une autorité officielle et indépendante, et cela dans tous les domaines ministériels comme la culture (par exemple les labels Ville d'art et d'histoire et Monument historique), l'écologie, l'instruction, l'alimentation (par exemple label rouge, Appellation d'origine contrôlée, Label Agriculture biologique), le handicap (Tourisme et handicap), l'hôtellerie, la construction, l'énergie (par exemple les labels Haute performance énergétique et Bâtiment basse consommation), de la comptabilité, de la sécurité, etc.
Ces distinctions constituent un avantage commercial pour les entreprises qui savent les mériter, et valorisant leur production par rapport aux productions concurrentes. D'où l'idée qu'ont eu des conseils en marketing de créer des distinctions non officielles et de les attribuer aux produits dont ils assurent la promotion afin de tromper le public.
A titre d'exemple, la société Monadia qui commercialise l'appellation « Saveur de l'année » a été condamnée en 2003 par le tribunal de grande instance de Versailles pour avoir utilisé le mot « label » dans un slogan publicitaire, l'usage de ce mot étant strictement limité aux sigles officiels dans le domaine agroalimentaire.

### Pseudo-labels, prix, distinction, agréments et sigles divers non officiels
Il existe en France une profusion de pseudo-labels, mentions, appellations, prix, diplômes, distinctions et agréments non reconnus officiellement qui peuplent le paysage commercial et publicitaire français. Ils sont décernés par des organismes divers (associations, fédérations professionnelles ou sportives, organismes privés, etc.) suivant des modalités pouvant varier, parfois auto-descernés dans un but de promotion par un organisme créé à cet effet.
- Interrogation d’un panel de consommateurs sur divers critères (Saveur de l'année…)
- Étude et évaluation technique, scientifique ou documentaire d’une candidature devant répondre à un cahier des charges précis (label Allergènes contrôlés[4]…)
- Délibération de jury ou de commission spécialisés (label Clef verte[5]…)
- Audit documentaire et visite sur site puis certification par un organisme certificateur indépendant (Forest Stewardship Council[6], label Origine France Garantie, ou encore Biodiversité pour tous, un label excellence concernant la biodiversité…)
- Mixte : cahier des charges ou référentiel, commission ou jury, autres prérequis. Ainsi, pour obtenir la mention commerciale Espace Loisir Handisport de la Fédération française handisport, il faut posséder préalablement le label officiel Tourisme et Handicap, répondre à un cahier des charges précis et avoir fait l’objet d’une évaluation par une commission[7].

## En Suisse
Label générique :

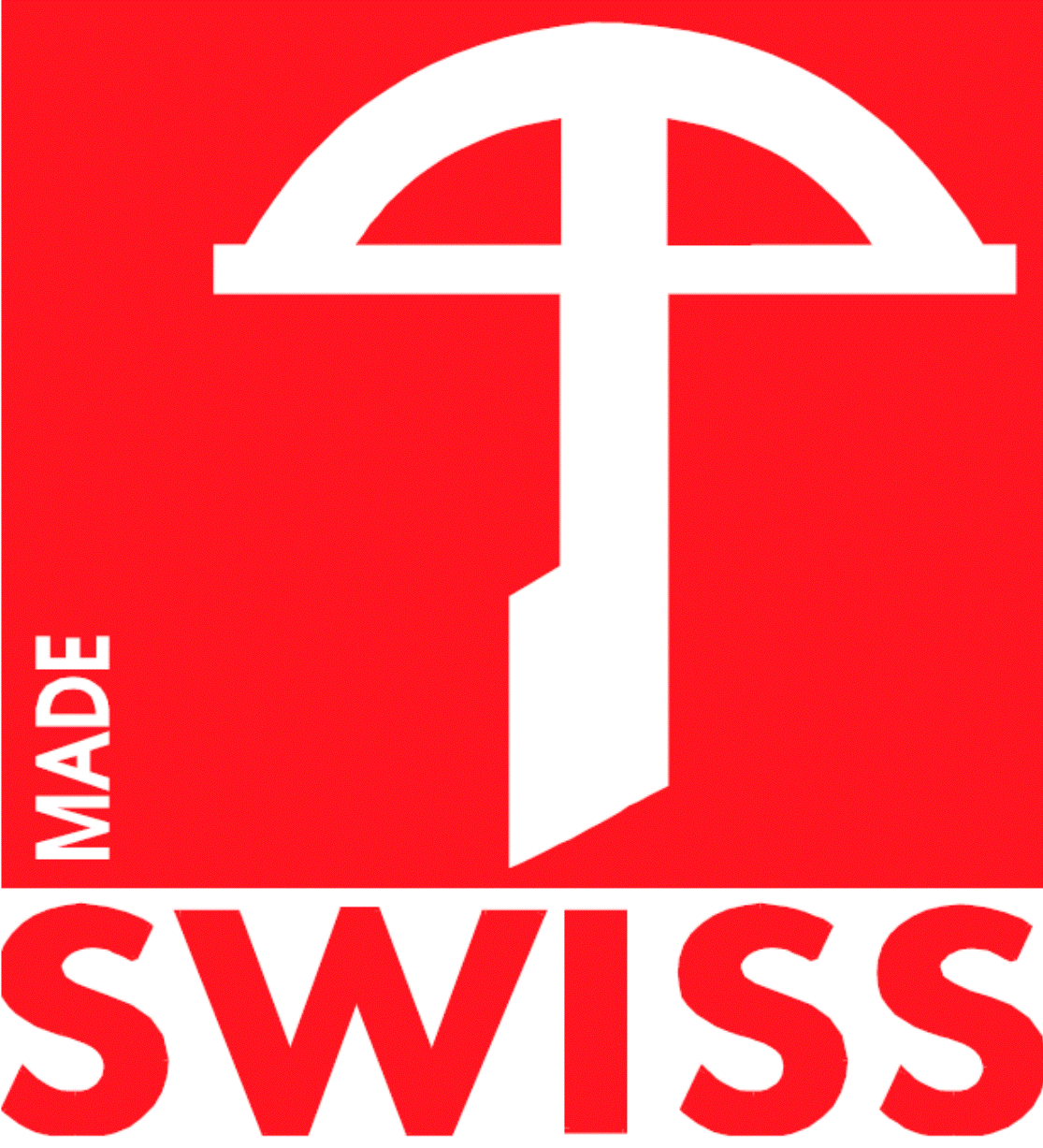

- Swiss label : Pour la promotion des produits et des services suisses.

### Dans l'habitat
Le label Minergie, est un label de qualité destiné aux bâtiments neufs ou modernisés.

### Organisations d’utilité publique
Le label ZEWO, de la fondation du même nom, est le service spécialisé suisse des organisations d’utilité publique collectant des dons.

### École de formation continue
Eduqua est le premier label suisse spécialement conçu pour les prestataires de formation continue.

### Tourisme
La Fédération suisse du tourisme (FST) soutient toute une série de labels de qualité dans le tourisme et fait office d'organe de contrôle et de vérification. Elle décerne des distinctions à des entreprises ou à des destinations. Des commissions de qualité composées de représentants des principales associations et des grands prestataires de services touristiques révisent régulièrement les critères et les procédures appliqués.

### Agence de voyage
L'association Garantie de voyage, est une association de garantie de la branche suisse du voyage, qui a été créé pour éviter les surprises désagréables avant ou pendant les vacances à la suite de l’insolvabilité des agences de voyages qui y sont affiliées et qui participe à ce fonds de garantie.

### Commerce du bois
Le label du FSC Forest Stewardship Council est une association d'utilité publique internationale qui s'engage pour une exploitation exemplaire des forêts. Il est soutenu par toutes les grandes organisations environnementales, par des organisations engagées sur le plan social et des organisations de l'économie forestière et du bois. Le FSC est indépendant et ne poursuit en aucun cas des intérêts financiers.
Le label PEFC est un label qui garantit que le bois ou le papier provient de forêts gérées durablement. PEFC, une organisation non-gouvernementale et environnementale, est l'abréviation « Programme for the Endorsement of Forest Certification Schemes ». Le système PEFC, actif dans la certification pour la gestion durable des forêts, est présent partout dans le monde. Concrètement, PEFC se charge de promouvoir une gestion forestière à la fois respectueuse de l'environnement, socialement bénéfique et économiquement viable.

### Literie
L'Association suisse des manufactures de literie (VSB) a créé le label de qualité « Swiss Guaranty VSB ». Les duvets et oreillers, pourvus d’un label numéroté « Swiss Guaranty VSB » et d’un livret de garantie.

### Plantes et fleurs
Dans les fermes où sont cultivées les plantes et les fleurs, de grandes quantités de pesticides sont utilisées pour lutter contre les parasites. Ces pesticides ne sont pas seulement nocifs pour la nature, mais également pour les personnes travaillant dans ces fermes.
Les labels contrôlés par une instance indépendante se portent garants de produits fabriqués sans engrais synthétiques et pesticides et sont commercialisés de manière équitable.
- Bourgeon Bio
- Matières auxiliaires Bio
- Max Havelaar
- FLP (Flower Label Program)

### Brico-loisirs et tapis
La production de matériaux de construction engloutit des quantités astronomiques de ressources et d'énergie. Par ailleurs, des milliers de tonnes de produits chimiques sont utilisées, produits qui peuvent entrer dans l'environnement et intoxiquer l'air du logement, par conséquent menacer la nature et notre santé.
Les labels contrôlés par une instance indépendante garantissent des produits pauvres en émissions, qui ménagent l'environnement et la santé.
- Natureplus
- Label Ange bleu
- Coop Oecoplan
- Tapis STEP